# Ein Lied für Göteborg
Die deutsche Vorentscheidung zum Eurovision Song Contest 1985 unter dem Titel Ein Lied für Göteborg fand am 21. März 1985 im Deutschen Theater in München statt. Moderiert wurde die Veranstaltung von den Schauspielern Margit Geissler und Wolfgang Mascher.

## Vorauswahl
Aus insgesamt 877 Titeln selektierte eine elfköpfige Jury zwanzig Titel, die 300 repräsentativ von Infratest ausgewählten Rundfunkhörern in einer zweiteiligen Radiosendung vorgestellt wurden. Zwölf Titel kamen in den Vorentscheid.

## Teilnehmer und Platzierungen
Der Wettbewerb stand im Zeichen eines Aufeinandertreffens der Produzenten Hanne Haller und Ralph Siegel. Haller trat mit drei Liedern an, für die sie jeweils Musik und Text beisteuerte. Siegel schickte zwei musikalische Beiträge in die Konkurrenz, darunter Die Glocken von Rom, deren Sängerin Heike Schäfer in ihrem Auftreten an Nicole – Siegerin des Finales von 1982 – erinnerte.
Nachdem Schäfer bei der ersten Infratest-Hochrechnung noch in Führung gelegen hatte, triumphierte schließlich die von Haller betreute Gruppe Wind mit dem Titel Für alle. Die Band wurde eigens für diesen Wettbewerb zusammengestellt und lag in der Stimmenauszählung nur 21 Punkte vor Schäfer, die wiederum 25 Punkte Vorsprung vor dem Drittplatzierten Wolff Gerhard mit Also lebe ich hatte.
Der Siegertitel erreichte beim Eurovision Song Contest 1985 den zweiten Platz. In den Jahren 1987 und 1992 gewann „Wind“ zum Teil in anderer Besetzung erneut die deutsche Vorentscheidung und platzierte sich in den internationalen Endrunden auf den Rängen 2 und 16.
| Nr. | Interpret       | Titel (Musik/Text)                                                           | Runde 1 Platz | Endpunktzahl | Platz |
| --- | --------------- | ---------------------------------------------------------------------------- | ------------- | ------------ | ----- |
| 01  | Jürgen Renfordt | Am Anfang der Zeit (Charly Ricanek & Jürgen Renfordt / Horst-Herbert Krause) | 0532 09.      | 03073        | 09.   |
| 02  | Susan Schubert  | Sehnsucht nach einem Gefühl (Hanne Haller)                                   | 0523 10.      | 02994        | 10.   |
| 03  | Conny & Jean    | Du bist da (Swetlana Minkow & Cora von dem Bottlenberg)                      | 0498 11.      | 02982        | 11.   |
| 04  | Wolff Gerhard   | Also lebe ich (Günther-Eric Thöner / Stephan Lego)                           | 0649 03.      | 03572        | 03.   |
| 05  | Wind            | Für alle (Hanne Haller)                                                      | 0556 08.      | 03618        | 01.   |
| 06  | Heike Schäfer   | Die Glocken von Rom (Ralph Siegel / Bernd Meinunger)                         | 0721 01.      | 03597        | 02.   |
| 07  | MoMo            | Solang wir träumen, leben wir (Jean Frankfurter)                             | 0564 07.      | 02971        | 12.   |
| 08  | Silvia          | König und Dame (Andreas Bärtel / Tony Hendrik)                               | 0461 12.      | 03113        | 08.   |
| 09  | Günther Stern   | Hier, da und überall (Hanne Haller)                                          | 0613 04.      | 03291        | 06.   |
| 10  | Danny Fischer   | Kinder der Erde (Joe Pöhlmann / Robert Jung)                                 | 0608 06.      | 03220        | 07.   |
| 11  | Caro Pukke      | Grün, grün, grün (Ralph Siegel / Bernd Meinunger)                            | 0685 02.      | 03535        | 04.   |
| 12  | Bernd Clüver    | Der Wind von Palermo (Joachim Heider / Joachim Relin)                        | 0610 05.      | 03424        | 05.   |